# كأس هولندا 1987–88
كأس هولندا 1987–88 (بالهولندية: KNVB beker 1987/88)‏ هو الموسم 70 من كأس هولندا. أشرف على تنظيمه الاتحاد الملكي الهولندي لكرة القدم، وكان عدد الأندية المشاركة فيه 64، وفاز فيه نادي آيندهوفن.